# August Wilhelm von Hertig
August Wilhelm von Hertig  (* 26. Juli 1740 in Küstrin; † 20. August 1815 in Charlottenburg) war preußischer Generalmajor und zuletzt Kommandeur des Artillerie-Regiments Nr. 4, seit dem 18. Mai 1798 von Hertig.

## Leben
August Wilhelm von Hertig trat am 19. September 1757 in preußische Dienste und kam zum Feldartilleriekorps. Während des Siebenjährigen Krieges kämpfte er in den Schlachten bei Zorndorf (verwundet), Kunersdorf, Liegnitz und Torgau sowie den Belagerungen von Olmütz und Breslau. Im Jahr 1761 wurde er Feuerwerker und am 18. Oktober 1762 Sekondeleutnant.
Im Jahr 1778 kam es zum Bayerischen Erbfolgekrieg. Am 5. Februar 1782 wurde er Premier-Lieutenant, und am 6. Juni 1786 kam er als Stabshauptmann in das Artillerie-Regiment Nr. 2. Am 4. Februar 1792 kam er als Hauptmann und Kompaniechef in das Artillerie-Regiment Nr. 1, am 3. November 1794 wurde er zum Major ernannt. In den Jahren 1796 bis 1801 war an der Demarkationslinie zwischen Preußen und Franzosen beim Observationskorps in Westfalen. Am 18. Mai 1798 wurde er in den Adelstand erhoben und am 15. Juni 1800 zum Oberstleutnant befördert. Im Jahr 1801 kam Gerhard von Scharnhorst in preußische Dienste. Dieser wechselte als Oberstleutnant aus hannoverischen Diensten, erhielt ein Patent mit Datum vom 14. Juni 1800 und rangierte so direkt vor Hertig.
Am 17. September 1805 wurde er Oberst und Kommandeur des 4. Artillerie-Regiments in Königsberg. Er erlebte noch den Vierten Koalitionskrieg, wo er als Kommandeur der Artillerie im Korps L’Estocq in Preußen kämpfte. Dafür erhielt er am 16. September 1807 zu seinem 50-jährigen Dienstjubiläum den Pour le Mérite. Am 21. Februar 1809 erhielt er seinen Abschied mit 800 Talern Pension und dem Charakter eines Generalmajors.

## Familie
Hertig heiratete am 30. August 1792 in Berlin Dorothea Sophie Meinike (getauft 17. Dezember 1752; † 3. März 1814), die Tochter eines Kaufmanns. Das Paar hatte folgende Kinder:
- August Wilhelm (* 1. Januar 1782; † 1. September 1828), Major der Artillerie a. D.
- Karl Wilhelm (* 4. Oktober 1783), 1806 im Korps Isenburg, verschollen
- Christian Friedrich Wilhelm (* 14. August 1886)
- Friedrich Wilhelm Ernst (* 17. August 1788; † 28. Februar 1834), Major der Artillerie a. D.
- Dorothea Wilhelmine Auguste (* 20. Februar 1795)
- Johann Ludwig (* 29. April 1794), ging 1816 zur Artillerie, später in Niederländischen Diensten